# عمار بن ساسي
عمار بن ساسي هو لاعب كرة قدم تونسي في مركز الهجوم، ولد في 19 فبراير 1990.

## وصلات خارجية
- عمار بين ساسي على موقع قاعدة بيانات كرة القدم.إي يو (الإنجليزية)
- عمار بين ساسي على موقع عالم كرة القدم.نت (الإنجليزية)